# يوليوس لانجه
يوليوس لانجه (بالألمانية: Julius Lange)‏ هو رسام ألماني، ولد في 17 أغسطس 1817 في دارمشتات في ألمانيا، وتوفي في 25 يونيو 1878 في ميونخ في ألمانيا.